# Leuwigajah
Leuwigajah is een bestuurslaag in het regentschap Cimahi van de provincie West-Java, Indonesië. Leuwigajah telt 40.694 inwoners (volkstelling 2010).